# Asparagus setaceus
Asparagus setaceus (укр. Холодок перистий, Аспарагус перистий) — південноафриканська рослина, широко поширена в озелененні приміщень, використовується для аранжування букетів і композицій, прикраси столів, стін, дитячих установ.

## Опис
Бічні пагони в аспарагуса перистого дуже тонкі, голкоподібні, зібрані в китицеподібні утворення, розташовані на тонкому, гнучкому, переважно кучерявому стеблі. Квітки і синьо-чорні ягоди з'являються тільки на старих (не менш 10 років) пагонах і швидко відпадають. Любить слабкоосвітлені приміщення.
Багато хто вважає, що ця рослина належить до папоротей, проте насправді аспарагус перистий має лише зовнішню подібність із папоротями.